# Поланур (Сернурский район)
Поланур (мар. Пуланур) — деревня в Сернурском районе Республики Марий Эл. Входит в состав городского поселения Сернур.

## География
Находится в северо-восточной части республики Марий Эл у юго-восточной границы районного центра посёлка Сернур.

## История
Известна с 1748 года как деревня Уланур. В 1877—1883 годах в деревне Паланур при речке Паланурке имелись 32 двора в 1883 году числилось 9 марийских дворов, 51 житель. В 1927 году числилось 26 хозяйств (45 марийских и 1 русское), 211 жителей (205 мари и 6 русских). В 1975 году насчитывалось 38 хозяйств, 130 жителей. В 2005 году отмечено 35 домов. В советское время работали колхозы «У Корно» и «Коммунар».

## Население
Население составляло 105 человек (мари 82 %) в 2002 году, 117 в 2010.

## Известные уроженцы
Шубин Аркадий Дмитриевич (1925—2020) — советский и российский деятель науки, учёный-лесовод, преподаватель высшей школы. Декан лесоинженерного факультета Петрозаводского государственного университета (1965—1968, 1980—1987). Заслуженный работник науки и культуры Карельской АССР (1985). Участник советско-японской войны.